# Bibliothèque de l'hôtel de ville de Paris
Ne doit pas être confondu avec Bibliothèque historique de la ville de Paris.
La Bibliothèque de l'Hôtel de Ville (auparavant dénommée « Bibliothèque administrative de la Ville de Paris ») est une bibliothèque publique patrimoniale du réseau des bibliothèques de la Mairie de Paris. Spécialisée en sciences sociales, droit, histoire contemporaine et documentation parisienne, elle est un lieu de recherche sur les XIXe et XXe siècles.

## Historique
La première bibliothèque municipale de Paris ouvrit ses portes au public en 1763. Négligée sous la Révolution, elle fut confisquée par le gouvernement en 1797 au profit de l’Institut de France.
En 1801, Nicolas Frochot, premier préfet de la Seine, décida la création d’une nouvelle bibliothèque qui fut installée dans l’Hôtel de Ville en 1817. Ses collections s’élevaient à plus de 100 000 volumes à la fin du Second Empire.

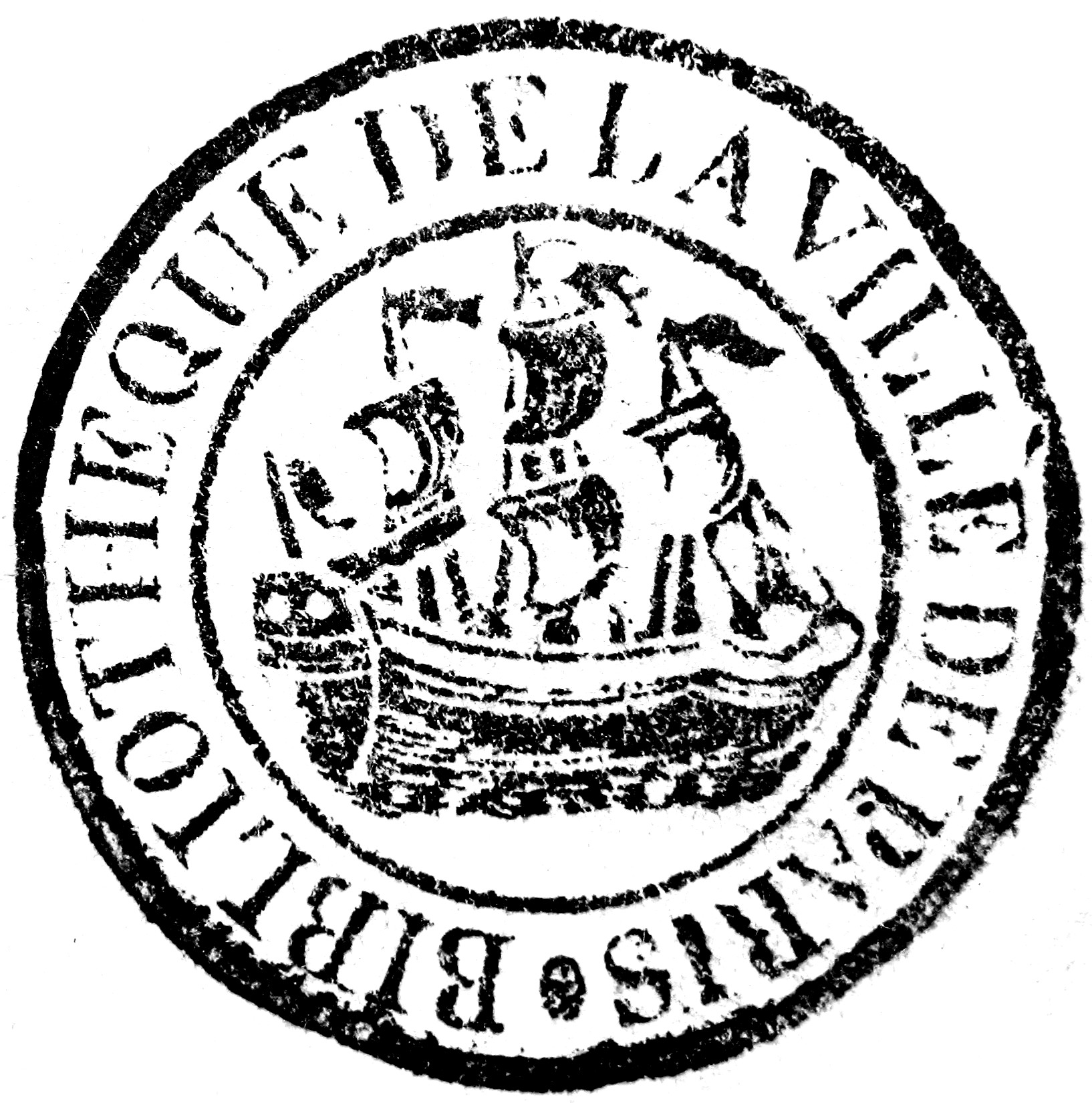
Cachet de la bibliothèque de l'ancien hôtel de ville.

Le 24 mai 1871, la bibliothèque disparut dans l’incendie de l’Hôtel de Ville allumé par la Commune de Paris. Elle commença à se reconstituer à l’hôtel Carnavalet sous la direction de Jules Cousin, dernier responsable de l’ancien établissement et qui avait fait don de ses collections historiques à la Ville, et dès juillet 1872, le programme du concours pour la reconstruction de l’Hôtel de Ville décida l’aménagement d’une bibliothèque dans le nouveau bâtiment.
En effet, l’administration municipale souhaitait créer deux établissements distincts pour remplacer la bibliothèque disparue :
- "une section historique, qui est actuellement en voie de réorganisation à l’hôtel Carnavalet ;
- une section administrative exclusivement à l’usage des services de la Préfecture, composée d’ouvrages généraux sur l’administration, le droit et la jurisprudence, l’économie politique, etc. et qui sera formée à l’Hôtel de Ville aussitôt que la reconstruction de l’édifice le permettra[2]".

C’est là l’origine de la Bibliothèque historique de la Ville de Paris et de la Bibliothèque administrative de la Ville de Paris (aujourd’hui Bibliothèque de l’Hôtel de Ville).
À partir de 1874, la Bibliothèque administrative occupa plusieurs pièces du Petit Luxembourg puis fut transférée, en 1879, dans le pavillon de Flore des Tuileries. Cette situation fut provisoire. Les collections, qui s’élevaient déjà à plus de 15 000 volumes, furent transportées, dès 1887, dans la grande salle aménagée au cinquième étage du nouvel Hôtel de Ville où la bibliothèque put ouvrir ses portes le 15 juin 1890.
La salle de lecture de la bibliothèque, a été conçue par l’architecte Édouard Deperthes qui avait remporté le concours de la construction du nouvel Hôtel de Ville avec Théodore Ballu. Si, pour la disposition des grilles et du mobilier, on s’inspira de la bibliothèque Sainte-Geneviève, en revanche, le projet décoratif général s’en éloigna délibérément. Loin d’exalter la structure métallique de la salle, le parti fut pris de la masquer par un décor de chêne clair et de trompe-l’œil qui donne l’illusion d’une architecture traditionnelle en bois.
En 1913, Ernest Coyecque, l’un des pionniers du développement de la lecture publique, en fut nommé conservateur. Pendant l’occupation allemande, le responsable de la bibliothèque, Alphonse Bérard (1882-1944), participa à un réseau de Résistance et fut arrêté en avril 1942. Il mourut en déportation à Mauthausen.

## Collections
Les collections de la Bibliothèque de l’Hôtel de Ville [BHdV] ont été constituées à l’origine pour répondre aux besoins de l’administration du département de la Seine dont le préfet faisait également fonction de maire de Paris. Contrairement aux bibliothèques administratives existant dans les ministères ou les grands corps de l’État, la bibliothèque de la préfecture de la Seine devait répondre à des besoins documentaires dans pratiquement tous les domaines de gestion de la plus grande collectivité locale, en même temps capitale. C’est donc sur des bases très larges que les fonds de la bibliothèque se sont développés et enrichis depuis 140 ans. La constitution des collections destinées à remplacer celles qui avaient disparu en 1871 s’est faite par l’entrée régulière d’ouvrages d’actualité mais aussi par l’acquisition d’ouvrages anciens, notamment juridiques ou d’économie politique, des XVIe, XVIIe et XVIIIe siècles.
Bibliothèque au service de l’administration et des élus municipaux parisiens mais également bibliothèque de conservation et de recherche ouverte au public, elle conserve aujourd’hui environ 600 000 volumes imprimés (dont 7 000 titres de périodiques vivants ou morts).
Les fonds de publications officielles, nationales et locales, françaises et étrangères constituent l’une des principales richesses documentaires de la bibliothèque. Sources longtemps méconnues de l’histoire contemporaine, elles sont ici facilement accessibles quelle que soit leur date. Documents législatifs et réglementaires, parlementaires, budgétaires, statistiques, publications des villes et des départements, forment des séries qui, pour beaucoup, remontent à la première moitié du XIXe siècle.
À l’intérieur de cet ensemble se remarquent les publications des anciennes colonies françaises. Ce fonds s’est constitué en particulier grâce au service direct des divers départements de l’administration coloniale adressé à la Préfecture de la Seine et à la Ville de Paris. Si l’Afrique du Nord (2200 volumes) et l’Afrique noire occupent une place prépondérante, l’Asie (800 volumes) et les « Vieilles colonies » (Saint-Pierre-et-Miquelon, Antilles, Guyane, Réunion) sont également bien représentées. Bulletins et journaux officiels, procès-verbaux des assemblées locales, budgets et comptes, rapports des principales directions, études et communiqués des Chambres de commerce permettent d’étudier l’histoire coloniale vue du côté des colonisateurs.
Ces collections sont indissociables du fonds général de la Bibliothèque : la politique mise en œuvre dans les territoires s’élabore en métropole. C’est donc aussi dans les publications officielles métropolitaines (Bulletin des lois, Journal officiel de la République française, Bulletins officiels des ministères, etc.) que l’on peut suivre l’évolution et la mise en place des cadres administratifs coloniaux. Cette complémentarité des fonds offre une étude de l’histoire coloniale dans sa presque totalité : organisation militaire, administrative, financière, économique, scolaire, culturelle, etc.

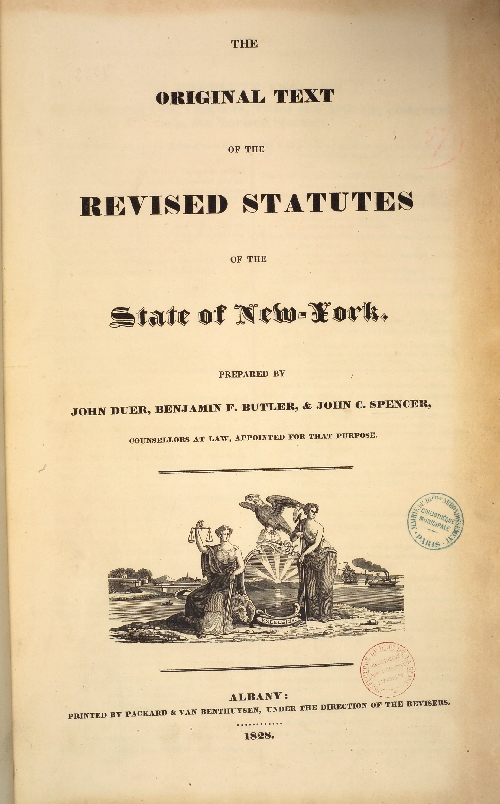
The original text of the revised statutes of the State of New-York, 1828, copyright Ville de Paris / BHdV.

Le fonds étranger compte environ 40 000 volumes. Ce sont pour la plupart des publications officielles, provenant de toutes les parties du monde (plus de vingt langues sont représentées) et couvrant principalement la période 1870-1920 (même si certaines séries remontent à la première moitié du XIXe siècle tandis que d’autres se poursuivent jusqu’à la Seconde Guerre mondiale et au-delà). L’histoire de cette collection remonte à Alexandre Vattemare, créateur à Paris sous la monarchie de Juillet du premier système d’échange international de publications. Il procura ainsi à la Ville de Paris, qui avait été en 1842 la première administration française à s’associer au projet, une magnifique bibliothèque américaine de près de 14 000 volumes qui, ayant été retirée de l’Hôtel de Ville en 1869, échappa à l’incendie de 1871. Cette collection, retournée ensuite dans la nouvelle Bibliothèque administrative, fut le noyau de sa « section étrangère ». En 1886, la Ville de Paris faisait ainsi des échanges de publications avec 266 correspondants étrangers, au niveau national, provincial ou municipal. La Première Guerre mondiale les interrompit avec un certain nombre de pays et les restrictions budgétaires des années 1920 y mirent un terme. Couvrant les domaines les plus variés, ce fonds représente aujourd’hui un ensemble unique en son genre de publications des administrations nationales et locales des pays suivants : États-Unis, Grande-Bretagne et ancien Empire britannique, Allemagne, Autriche-Hongrie, Italie, Russie, Belgique, Pays-Bas, Espagne et Amérique latine, etc.
Les catalogues des fonds étrangers et coloniaux de la Bibliothèque de l’Hôtel de Ville, avec leur cadre de classement, leurs notices proches du dépouillement, leurs rappels en histoire administrative, leurs illustrations tirées des documents, leurs index copieux, sont des outils de recherche qui enrichissent les 5825 notices des fonds allemand, américain, italien, d’Europe centrale ou encore des anciennes colonies britanniques accessibles depuis l'été 2016 via le catalogue des bibliothèques spécialisées de la Ville de Paris.
Comme la plupart des grands établissements de conservation, la Bibliothèque de l’Hôtel de Ville possède une collection de manuscrits100 000 pièces (2400 notices) datant principalement des XIXe et XXe siècles. En raison de nombreux dons faits par des élus et fonctionnaires parisiens, une part importante des documents concerne l’administration municipale. On y trouve également des manuscrits juridiques et des papiers d’hommes politiques et d’administrateurs français. Les manuscrits de la bibliothèque forment ainsi le complément du fonds des imprimés, dans les mêmes domaines que celui-ci. L’acquisition faite il y a quelques années de documents provenant du comte Henri Siméon (1803-1874) a permis de renouveler la vision de l’histoire de l’urbanisme parisien du Second Empire. En 2003, la bibliothèque a reçu une grande partie des papiers de l’historien Louis Chevalier (1911-2001) : manuscrits préparatoires de ses principales œuvres, textes des cours au Collège de France et à l’Institut des sciences politiques, dossiers documentaires, etc.

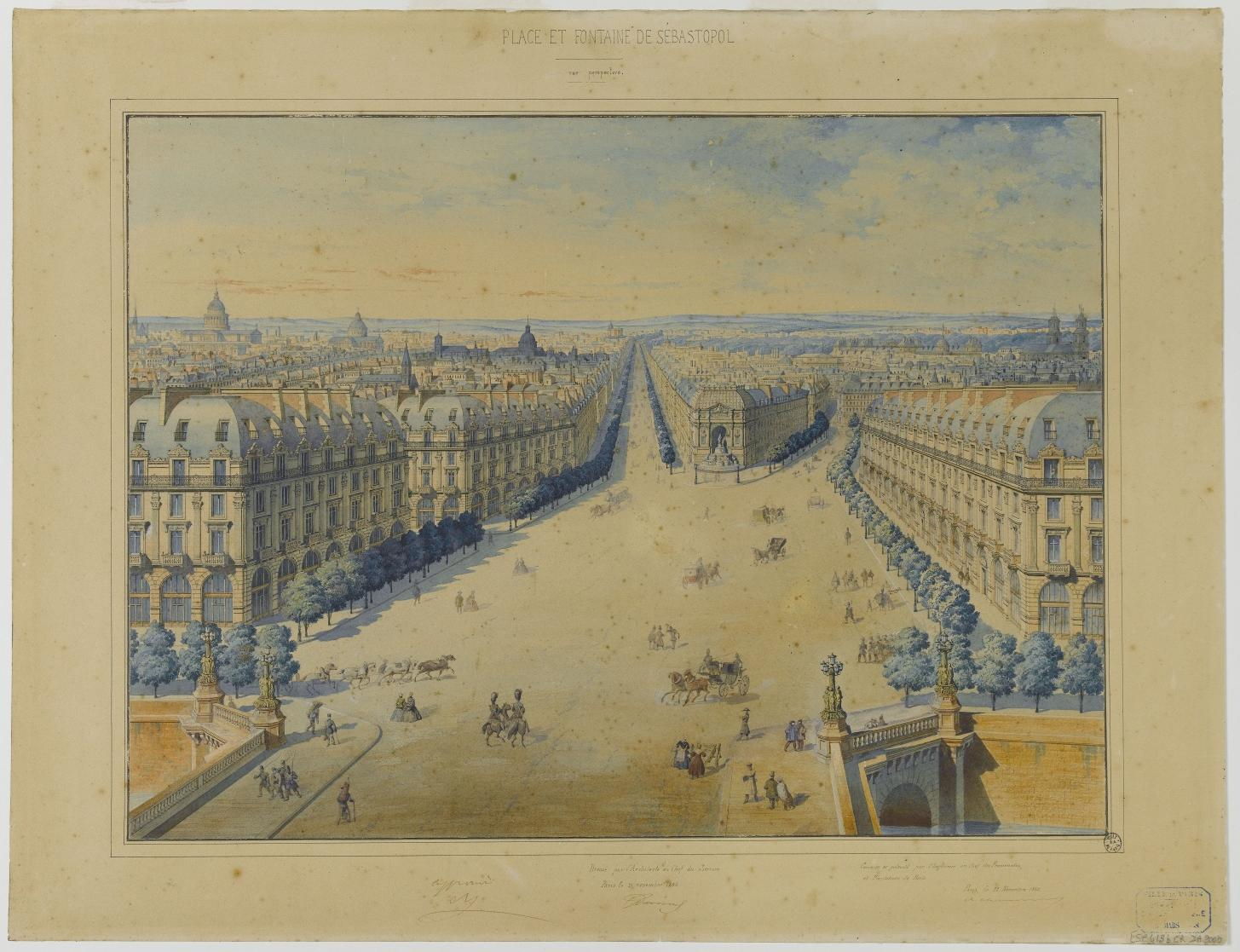
Place et fontaine de Sébastopol (Saint-Michel) - Gabriel Davioud, 1856 - copyright Ville de Paris / BHdV / Roger Viollet.

La Bibliothèque de l’Hôtel de Ville conserve environ 10 000 dessins dont la plupart datent des années 1855-1900 et sont l’œuvre d’architectes de l’administration parisienne. Le plus beau fonds est celui des dessins de Gabriel Davioud (1824-1881), légués à la Ville de Paris en 1917 par ses descendants. Signalons également les dessins des architectes Joseph Bouvard et Ulysse Gravigny pour la construction des pavillons de la Ville de Paris aux expositions universelles de 1878, 1889 et 1900. Quelque 2 500 pièces concernant la construction et la décoration du nouvel Hôtel de Ville sont également conservées.

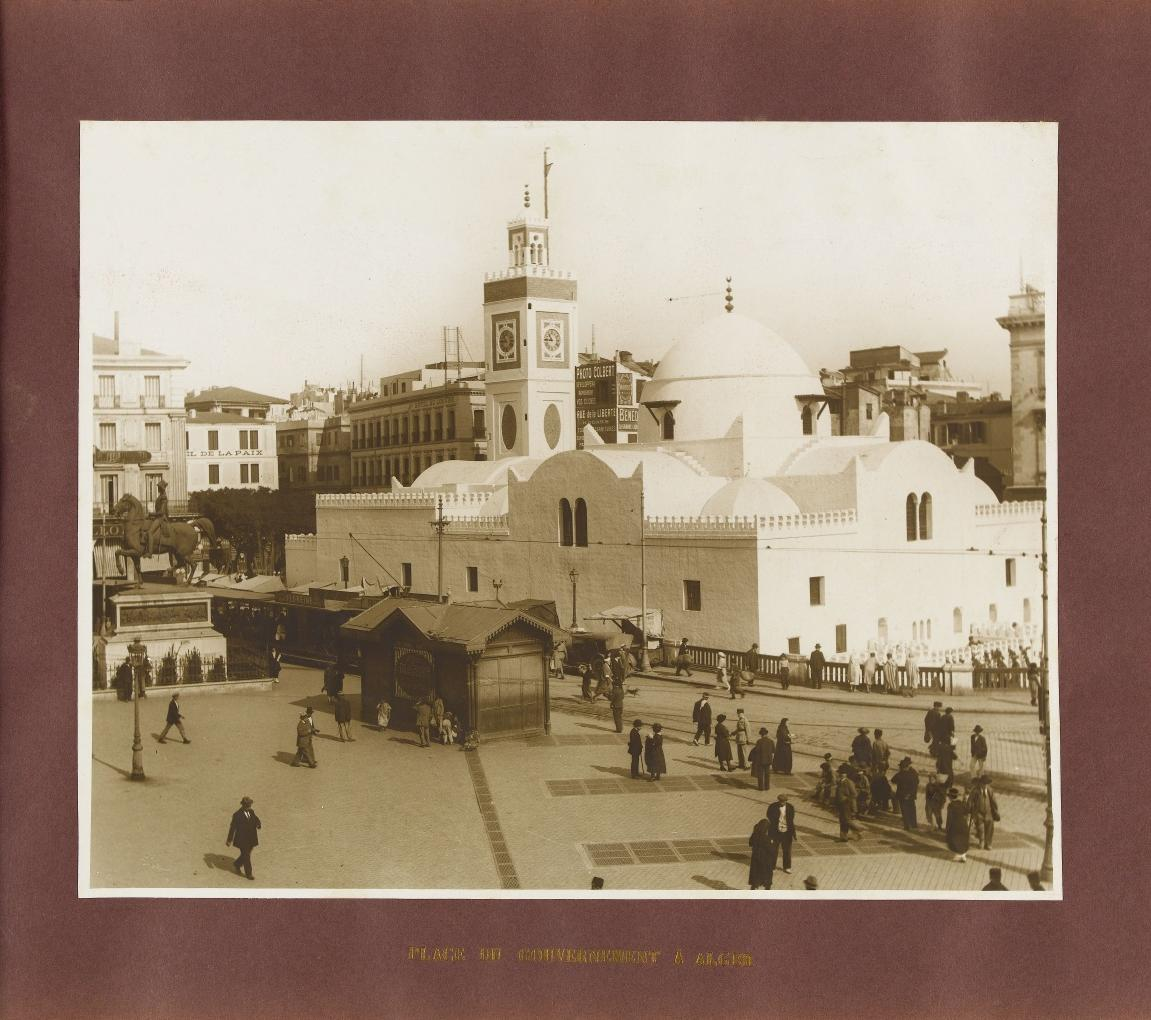
Place du gouvernement à Alger - 1922 - copyright, Ville de Paris / BHdV / Roger-Viollet.

Le fonds photographique de la Bibliothèque de l’Hôtel de Ville compte environ 850 000 pièces et une centaine d'albums, allant des années 1850 aux années 2000.
La collection première, essentiellement d'origine institutionnelle, comprenait aux alentours de 1900 des vues prises par les photographes « préfectoraux » dans les années 1860-70 pour constituer la documentation technique des services : photos d’Albert Mansuy sur les projets de Gabriel Davioud, de Charles Marville sur le mobilier urbain et les rues à transformer, d’Albert Fernique sur la reconstruction de l’Hôtel de Ville ou les canaux, de Pierre Emonds sur les collections du musée Carnavalet… Des vues isolées ou en albums, offertes à Paris quand débutaient les échanges de publications avec d'autres grandes villes étrangères (New York, Montréal, Toronto, Melbourne, Florence, Vienne) complétaient ce fonds. Ce dernier s’est enrichi depuis de photographies de même origine « officielle » grâce aux dons de la Direction des parcs, jardins et espaces verts (squares et terrains de sports), de la Direction de la voirie (construction du métro), de la Mission communication interne de la Mairie de Paris (iconographie de la presse municipale des années 1980-1990 et reportages sur les mandatures de J. Chirac et J. Tibéri entre 1977 et 1995) et aux versements de la Bibliothèque du Conseil municipal.
Il s’est accru également par achats ponctuels d’épreuves choisies pour leur intérêt documentaire en relation avec les domaines d’excellence de la BHdV (photographies de bâtiments administratifs, des anciennes colonies françaises, de villes étrangères…), en particulier avec l'acquisition du fonds Fleury (qui comprend les reportages réalisés par les studios Actualités Eclair Continental et Actualités Mondial Photo à l'Hôtel de Ville de 1949 à 1989) ou par dons de particuliers aux mêmes conditions (fonds Lausi, fonds Parisy-Vinchon, fonds Bondils, cartes postales dédicacées d’artistes allemands…).
Créé vers 1960, le fichier de documentation biographique a constitué quantitativement le fichier de références le plus important de la Bibliothèque (220 000 notices).
Depuis 2005 pour les monographies et 2008 pour les périodiques, le dépouillement biographique s’effectue dans la base et les notices sont consultables par le public dans le catalogue des bibliothèques spécialisées. En 2010/2011, ont été mises en ligne les notices de la conversion rétrospective de ce fichier.
Désormais accessible au plus grand nombre, cette documentation biographique répond à l’intérêt toujours croissant porté par les chercheurs aussi bien que par les particuliers à la biographie et à la prosopographie.

## Numérisation
La Bibliothèque de l’Hôtel de Ville est partenaire du programme de numérisation concertée en sciences juridiques conduit par la Bibliothèque nationale de France. Depuis 2011, 600 000 pages ont été numérisées à partir des collections des séries principales de publications officielles parisiennes, le Bulletin municipal officiel de la Ville de Paris, les Débats, les Délibérations et les Rapports et documents du Conseil municipal. La BHdV a participé en outre avec d’autres bibliothèques spécialisées à une campagne nationale de numérisation sur le thème de la première Guerre Mondiale, menée par la BnF en 2014. L’ouverture la même année d’un programme de numérisation pour les bibliothèques de la Ville de Paris a permis d’étendre ces opérations à d’autres séries de publications officielles, telles que L’Annuaire statistique de la Ville de Paris, le Compte de la Ville et le Compte du Mont-de-Piété, l’Atlas des vingt arrondissements de Paris (environ 250 000 pages traitées entre 2014 et 2017).
Une politique de numérisation des collections iconographiques a été engagée depuis plusieurs années en collaboration avec la Parisienne de Photographie. C’est ainsi près de 15 000 images qui sont actuellement consultables sur le catalogue de la bibliothèque. On signalera, notamment, les remarquables photographies de Paris sous le Second Empire dues à Charles Marville, celles des chantiers du Métropolitain et la collection de dessins d’architecture de la construction de l’Hôtel de Ville.

## Service et informations pratiques
La salle de lecture de 100 places permet la consultation des documents et l'accès à des postes informatiques (catalogue informatisé, ressources électroniques, internet).
La bibliothèque organise régulièrement des conférences en lien avec ses collections et propose ponctuellement des visites ou activités à destination du grand public. Elle prête ses collections patrimoniales pour des expositions dans les bibliothèques du réseau de la Ville de Paris dans le cadre de l’opération « L’original du mois » et est ouverte chaque année pour les Journées du patrimoine en septembre.
La carte de lecteur est établie pour toute personne majeure sur présentation d'une carte d'identité. L'inscription est gratuite et donne accès à toutes les bibliothèques spécialisées de la Ville de Paris. La bibliothèque est ouverte du lundi au vendredi de 9h30 à 18h00.